# Robert Briffault
Robert Briffault, född 1876, död 11 december 1948, var en brittisk antropolog och författare.
Briffault praktiserade en tid som läkare på Nya Zeeland, deltog i första världskriget och lämnade därefter sin läkarpraktik för att ägna sig åt antropologiska och sociala studier. Från början politiskt radikal blev Briffault kommunist, om än inte alltid partitrogen. Fram till andra världskriget vistades han mestadels i Frankrike. Briffaults mest kända verk är The mothers. A study of the origins of sentiments and institutions (3 band, 1927) där han bland annat behandlade matriarkatet. I The decline and fall of the British Empire (1938, svensk översättning i utdrag "Brittiskt förfall, 1940) riktade han en hätsk kritik mot den brittiska imperialismen och sociala förhållanden inom landet. Briffault skrev även romaner, ofta starkt präglade av hans politiska övertygelse.